# 藏重みう
藏重 みう（くらしげ みう、2004年4月19日-）は、愛知県出身の陸上競技選手。専門は短距離走。山口大学教育学部附属光中学校から中京大学附属中京高等学校に進学。現在は甲南大学文学部日本語日本文学科に在学中。
自己ベスト記録は100m11秒58、200m23秒79。

## 略歴
愛知県名古屋市生まれ、父親の転勤のため中学3年生まで山口県で過ごす。小学校5年生のときに出場した陸上大会で優勝したことから、地元のスポーツ少年団に入団し陸上をはじめる。高校の進路選択のときに山口県内では陸上の強豪校をみつけることができず、母親の実家のある名古屋市に戻り、中京大中京高に進学した。高校2年時には女子100mジュニア日本歴代8位となる11秒58を記録、2022年のインターハイでは11秒85で優勝した。2023年4月から甲南大学に進学、6月の日本選手権では11秒72で3位入賞、アジア選手権の女子4x100mリレーの代表（第1走）となった。9月には埼玉県の熊谷スポーツ文化公園陸上競技場で開催された日本インカレ女子100m決勝で優勝、1年生が優勝するのは2007年以来16年ぶり。
オフの日はアニメやドラマを見て過ごす、好きな食べ物はチョコレート、幼少期はピアノとチェロを習っていた。大学入学後にネイルを始めた。スタートラインに手を合わせたとき手元がきれいだとテンションがあがるため。

## 記録
第107回日本陸上競技選手権大会 女子100mで3位（11秒72）。
第92回日本学生陸上競技対校選手権大会 女子100m決勝にて優勝（11秒76）。

## 主な戦積
| 年   | 大会               | 場所     | 種目    | 結果 | 記録   | 備考  |
| ---- | ------------------ | -------- | ------- | ---- | ------ | ----- |
| 2023 | アジア陸上競技大会 | バンコク | 4x100mR | 2位  | 43秒95 | 1走。 |